# Rhytipterna immunda
Rhytipterna immunda (лат.) — вид птиц семейства тиранновых подотряда кричащих воробьиных. Подвидов не выделяют.

## Распространение
Обитают в Колумбии, Венесуэле, Бразильской Амазонии, Боливии, Гайане, Суринаме, Французской Гвиане.

## Описание
Длина тела 18.5-19 см; вес 28 г. Голова и верх тела тускло-серовато-оливково-коричневые, макушка немного темнее; крылья более темные, имеются две нечеткие бледно-серые перемычки, рыжая кайма на крыльях; надхвостье и хвост более коричневые; снизу окрас сероватый, на брюшке бледно-тускло-желтоватый, бока с рыжеватым оттенком; цвет радужных оболочек коричневый; клюв слегка загнутый, черноватый, с выступающими щетинками; ноги черноватые. От довольно похожих видов из рода Myiarchus представители вида отличаются ржавыми боками, более серой и круглой головой, большими глазами. Самцы и самки похожи.

## Биология
Питаются насекомыми и некоторым количеством фруктов.